# Bockkarkopf
Le Bockkarkopf est une montagne culminant à 2 609 m d'altitude dans les Alpes d'Allgäu. Il en est le neuvième sommet le plus élevé, situé entre le Wilder Mann au sud-ouest et le Hochfrottspitze au nord-est. Le chemin de Heilbronn (de) mène à son sommet pyramidal.

## Ascension
Le Bockkarkopf est généralement atteint par le chemin de Heilbronn, depuis le Waltenberger-Haus.